# BLUE MOMENT ブルーモーメント
『BLUE MOMENT ブルーモーメント』は、小沢かなによる日本の漫画作品、およびそれを原作とするテレビドラマ。KADOKAWAが運営している無料コミックポータルサイト「ComicWalker」の「COMIC BRIDGE（旧・COMIC BRIDGE online）」レーベルで2018年11月27日から2024年3月27日まで連載され、気象学者の荒木健太郎が監修を務めた。
甚大な気象災害に脅かされる人命を守るために、知恵と知識を駆使して現場の最前線で命がけで立ち向かうSDM本部（特別災害対策本部）での奮闘を描く。
タイトルの「ブルーモーメント」とは日の出前と日の入り後のほんの僅かな時間だけ、その街全体が濃い青色に染まる時間のことを指す。
2024年4月期にフジテレビ系列にてテレビドラマが放送された。

## 登場人物
晴原 柑九朗（はるはら かんくろう）
本作の主人公。
気象庁気象研究所所属の研究官。同時に自然災害から人命を守るSDM本部（特別災害対策本部）の一員でもある。
雲田 彩（くもた あや）
晴原の研究助手。仕事はできるが性格に難がある。晴原からは「裏表がない」と言われている。
白波 陸（しらなみ りく）
精神科医。SDM本部では精神医療班に所属している。

## 書誌情報
- 小沢かな（漫画）・ 荒木健太郎（監修）『BLUE MOMENT ブルーモーメント』KADOKAWA〈BRIDGE COMICS〉、全3巻
  1. 2019年5月2日発売[7][4]、ISBN 978-4-04-065566-6
  2. 2020年9月8日発売[8]、ISBN 978-4-04-064146-1
  3. 2024年4月8日発売[9]、ISBN 978-4-04-681115-8

## テレビドラマ
『ブルーモーメント』のタイトルで、2024年4月24日から6月26日までフジテレビ系「水曜22時枠」にて放送された。主演は山下智久。

### キャスト

#### 主要人物
晴原柑九朗（はるはら かんくろう）
演 - 山下智久
気象庁気象研究所・予報研究部の研究官。SDM（特別災害対策本部）気象班のチーフを兼務。
「ハルカン」の愛称で報道番組にも出演。災害現場ではあらゆる気象状況を読み取り的確な指示を出す。
雲田彩（くもた あや）
演 - 出口夏希
気象庁気象研究所・予報研究部の新米研究助手。帰国子女で、中国語が得意。

#### SDM本部指揮車両
丸山ひかる（まるやま ひかる）
演 - 仁村紗和
ドライバー兼料理人。SDM現場指揮車の運転を担当している。かなりの走り屋のようでその運転は山形が乗り物酔いしてしまうほど。災害遺児として育った過去がある。
山形広暉（やまがた ひろき）
演 - 岡部大
国土地理院官僚で、SDM情報班のチーフ。地理オタク。SDM本部の上野からの熱烈な推薦でチームに加入しているが本人はあまり乗り気ではない模様。

#### SDM消防班
園部優吾（そのべ ゆうご）
演 - 水上恒司（幼少期：天海塁）
東京消防庁・消防救助機動部隊に所属するレスキュー隊員でありSDM消防班統括責任者。園部大臣の甥。中学時代に遭難した際、消防隊員であった佐竹に命を救われたことで佐竹に憧れを抱きレスキュー隊となった。佐竹が現場を退いたため消防班の統括責任者となる。晴原の亡き婚約者の従兄弟。階級は消防士長。
佐竹尚人（さたけ なおと）
演 - 音尾琢真
東京消防庁・消防救助機動部隊隊長。元SDM消防班統括責任者。大臣から唯一の希望とも呼ばれるエースレスキュー隊員。「命を懸けても、命は捨てない」という強い信念を隊員たちに伝えている。福島での救助活動中に滑落したが優吾によって救われた。病院搬送後に優吾に対して現場を退くことを伝えた。階級は消防司令。
片瀬慎太郎
演 - 山形匠
SDM消防班レスキュー隊員。
池田
演 - 茂希（第3話 - ）
SDM消防班レスキュー隊員。

#### SDM本部
園部肇一（そのべ けいいち）
演 - 舘ひろし
内閣府特命担当大臣（防災担当）兼SDM対策本部長。衆議院議員。SDM出動時に対策本部に現れてSDMメンバーを全力でバックアップする。
上野香澄（うえの かすみ）
演 - 平岩紙
気象庁気象研究所・予報研究部部長。晴原の上司で灯の大学の先輩。5年前の関東南部豪雨の真実を知っている人物。岐阜県笠山市で発生した豪雨災害で晴原を守ろうとし土石流に巻き込まれ死去。
三崎俊樹（みさき としき）
演 - ワタナベケイスケ
SDM通信班。
宍戸梨紗子（ししど りさこ）
演 - 玉田志織
SDM通信班。
伊藤（いとう） / 井上（いのうえ） / 大石（おおいし） / 児玉（こだま）
演 - ごうきち / 谷口和邦 / 増田三恵子 / レディ田中
SDMメンバー。

#### SDM医療班
汐見早霧（しおみ さぎり）
演 - 夏帆
脳神経外科医。SDM医療班統括責任者。半年前、飛び降り自殺を図った少女を助けたがその際に腕神経を損傷し神の手を失い総合診療科に行くことに。SDM医療班に入隊したが統括責任者の志賀から毛嫌いされ雑用を命じられてしまう。しかし志賀でも診断の付かなかったエコノミークラス症候群の患者を見抜き命を救った。その後、志賀が統括責任者を降りたため汐見がSDM医療班の統括責任者となった。
志賀浩一郎（しが こういちろう）
演 - 神保悟志（第2話・第3話・第9話）
元医療班統括責任者。東京惠桜病院の院長。常にキャリアを気にしており自らのキャリアに傷を付けることを恐れている。汐見の病院の院長とは仲が悪いようで汐見を毛嫌いし雑用を命じた。診断の付かない要救助者の処置を汐見が行おうとしたところ、激しく反発し他の医療班からも白い目で見られることになり現場を放棄し医療班を去ってしまった。
刈谷広也（かりや ひろや）
演 - 前田瑞貴（第3話・第5話・第9話・最終話）
SDM医療班の医師。
渡辺茜
演 - 市原茉莉（第3話・第5話・第6話・第8話 - 最終話）
SDM医療班の看護師。
近藤
演 - 鈴木悠貴（第3話・第5話・第9話・最終話）
SDM医療班の医師。
看護師
演 - 田中麻代（第3話・第5話・第9話・最終話）
SDM医療班の看護師。

#### SDM警察班
沢渡満（さわたり みつる）
演 - 橋本じゅん
SDM警察班統括責任者。神奈川県警所属の警察官。過去に広域緊急援助隊や機動隊を経験したことのある災害対策のエキスパート。総務大臣の立花の推薦によって入隊した人物。灯の最後の姿を知る人物として晴原に近づく。立花とは夫婦。災害現場において地元警察や消防に対して避難などの情報を的確に指示する。さらには丸山に変わって現場指揮車も運転することができる。

#### 周辺人物
立花藍（たちばな あい）
演 - 真矢ミキ
総務大臣。SDMと対峙する。
園部灯（そのべ あかり）
演 - 本田翼
晴原の亡き婚約者。SDMを構想した1人。園部肇一の1人娘で気象庁気象研究所の研究官。5年前、関東南部豪雨に巻き込まれ死去。
藤村四季（ふじむら しき）
演 - 田中圭（友情出演）（第1話・第6話・第8話）
晴原の幼馴染で、5年前に晴原が働いていたテレビ局JBCテレビの情報番組プロデューサー。
雲田真紀
演 - 石井杏奈
彩の姉。3年前巨大なつむじ風に巻き込まれ倒れて来た大型クレーンの下敷きになる事故に遭い下半身不随の重傷を負っている。

#### ゲスト

##### 第1話
前田明日香
演 - 山口まゆ（第2話）
朝ヶ岳の雪崩で遭難した前田琢巳の妻。佐竹尚人の娘。
前田琢巳
演 - 久田悠貴（第2話）
福島電線のエンジニア。朝ヶ岳の雪崩に巻き込まれ、さらには救助に来た佐竹尚人とともに崖下に滑落するという二重遭難に遭う。
救助隊員
演 - 佐藤元揮（第2話）、藤本悠輔（第2話）
福島県朝木市消防本部の山岳救助隊員。
市長
演 - 田上ひろし
福島県朝木市長。
上野海斗
演 - 石塚陸翔（第6話 - 第8話）（3歳時：森田あお）
上野香澄の息子。
医師
演 - 川﨑珠莉
汐見早霧の同僚。SDM医療班に専属チームの構想があり、この病院から派遣される候補は早霧らしいと話す。
アナウンサー
演 - 岸本理沙（フジテレビアナウンサー）（第8話）
ゲストでテレビ局の屋上から出演するハルカンとやりとりする情報番組のアナウンサー。
キャスター
演 - 古賀ひかる
福島県朝木市にある朝ヶ岳で雪崩が発生し、送電設備の修理に向かっていた福島電線のエンジニア4人が巻き込まれ、内閣府に新設されたSDMが出動し対応に当たっているというニュースを現場からレポートする。
男の子
演 - 白鳥廉
朝木市の子供スポーツフェスティバル参加者。中止をお願いする彩にブスと言い放つ。
- 宮川連[31]（第2話）、東慶介[31]（第2話）、梶山翔太郎[31]（第2話）、前川貴紀[31]（第2話）、岸本康太[31]（第2話）、酒井和真[31]（第2話）、煤孫新之助[31]（第2話）、向田翼[31]（第2話）

##### 第2話
記者
演 - 隈部洋平（第1話・第3話）
SDMレスキュー隊長が要救助者とともに崖下に滑落したという情報があると記者会見で園部肇一を質す記者。
院長
演 - 中村綾（第3話）
関東第一病院 院長。早霧にSDM専属の医療チームへの出向を打診する。
操縦士、ホイストマン
演 - 安田裕、川﨑健太
崖下に滑落した2人の救助に向かったSDM救助ヘリコプターの操縦士。
下村真帆〈35〉、下村百合〈12〉
演 - 岡田ひかる、古川凛
車で移動中に突然の吹雪に見舞われ、立ち往生した車から救助を求めて来た親娘。

##### 第3話
久部柚希（くべ ゆずき）
演 - 新井美羽
関東第一病院で早霧が担当した患者。脳腫瘍の中でも高悪性度のグレード4のグリオーマに罹患し、死んで保険金が入ることを望まれるなど親からもネグレクトを受けていた。心も病んでおり、早霧の手術後に病院の屋上から飛び降り自殺を図った。早霧はそれも救ったが、その際に負った右手の怪我によって高度な手技が必要とされるオペが出来なくなった。
男性
演 - 明樂哲典、金田誠一郎
荻沢市の火事の救助者。家でゴミを燃やした榎田のせいでこうなったと彼を責める。
榎田哲郎
演 - 水野智則
栃木県荻沢市の火事の救助者。甲状腺機能亢進症からなる高血圧緊急症を起こし、救護所で倒れる。
外科部長
演 - 二宮聡
関東第一病院の早霧の先輩。早霧に手術依頼が殺到していると話す。

多田智人
演 - 佐藤太助
栃木県荻沢市の火事の救助者。呼吸が改善されず意識障害が悪化していたのを早霧が肺血栓塞栓症と見抜き、命を救う。
女性、子供
演 - 小池真名実、井手陽菜乃
多田の妻と娘。
女性
演 - 廣岡実夢
食事中にハルカンに話しかけてきたファンの二人組のひとり。
看護師
演 - 大藤由佳（第2話）
早霧がかつて手術を行った関東第一病院のオペ看。
消防隊員
演 - 森山栄治

- 木川淳一[47]、吉岡咲紀

##### 第4話
御子柴幹事長
演 - 佐戸井けん太（第5話・第8話・第9話）
当面SDMの正式運用を見送り試験運用を続けると告げる。
迫田実花
演 - 落井実結子
半年前の台風によって祖父を亡くした経験を持つ10歳の少女。
根岸航平
演 - 湯田幸希
実花を気遣う幼馴染。
実花の祖父
演 - 市川兵衛
絵の先生。ダブルレインボーをみんなで観る約束をしていたが、半年前の台風で死去。
担当者
演 - 遊佐亮介
千葉県華原市役所地域振興課。SDMによる子供たちへの防災教育の市の担当者。
キャスター
演 - 酒主義久
地元テレビ局キャスター。
- 杉咲佳穂[56]

##### 第5話
畑中大輔
演 - 増本尚
平岡市役所 防災危機管理課職員。避難誘導をしている最中に交通事故に遭う。
矢崎保
演 - 谷恭輔
雹が降ると予測された要避難エリアの平岡市に住む農業従事者。
矢崎里沙
演 - 木﨑ゆりあ
保の妻。妊娠29週の妊婦。逃げ遅れて負傷する。
警察官
演 - ラブ守永
茨城県警の警察官。矢崎夫婦に命の危険があると避難を呼びかける。
職員
演 - 山沖純
平岡市役所 防災危機管理課職員。
通報者
演 - 佐藤まんごろう
事故に遭った畑中のことを通報する。
医師
演 - 松木研也
救急科の医師。畑中は腹腔内出血でカテーテル治療が必要だが、命に別状はないと話す。
河合早紀
演 - 小野裕美（第7話）
立花藍の私設秘書だった女性。5年前、関東南部豪雨に巻き込まれ死去。

##### 第6話
上野雄介
演 - 是近敦之（第7話・第8話）
上野香澄の夫。海斗の父親。
久保田初恵
演 - 三谷侑未
静岡の地震による道路の分断で取り残された被災者。肝硬変の持病があり、地震の際の転倒で受傷した左足が急に痛んできたという。
男性
演 - 吉増裕士
被災者。避難所の稲山公民館で初恵に付き添う。
久保田隆史、久保田知子、久保田夏美
演 - 佐古井隆之、良田麻美、茅本梨々華
久保田初恵の息子夫婦と孫。

##### 第7話
保科正樹
声 - 津田健次郎
気象観測船の船長。
担当官
声 - 山口のりとも
海上保安庁 警備救難部の担当官。
担当者
声 - 麻鈴
気象庁職員。多量の水蒸気を観測した気象観測船のデータをSDMに転送することを伝える。
泉沢歩美
演 - 村上美緒
倉沢町の崖崩れで倒れて来た家屋の下敷きになり、脱出不能となった要救助者。
- 下田隼輝（第8話・最終話）

##### 第8話
新島元樹
演 - 伊藤英明（友情出演）（第9話）
衆議院議員。将来の総理候補と目される新時代のリーダー。
三条奈央
演 - 若月佑美
JBCテレビスタッフ。藤村四季の部下。
北里健二〈55〉
演 - 羽場裕一（第9話）
群馬県坂和町で起きたガス工場爆発事故で園部大臣の責任を追及する自治会長。
長谷川幸雄
演 - やべけんじ
JBCテレビ局長。
司会者
演 - 今湊敬樹（フジテレビアナウンサー）
JBCテレビの夕方のニュース番組の司会者。
秘書
演 - 山本東（第9話）
新島元樹議員の秘書。

##### 第9話
倉田英子
演 - 映美くらら
東京都の防災危機管理の責任者。
北里まさる
演 - 今井悠貴
坂和公民館の工事を請け負っていた男性。自治会長の息子。
少年
演 - 山本龍人
ガス爆発事故が起きた日の午前6時半前、工場の近くを通り掛かったときにガスのような匂いがしたと話す。

##### 最終話
中西幸利、中西真由、中西亘、中西舞
演 - 金井勇太、五味涼子、琉人、田中乃愛
青瀬市泉大路で自主避難を試み被災した家族。
住本琴美、住本和真
演 - 朝倉あき、本多剛幸
同被災した夫婦。
本部スタッフ
声 - 小池栄子、仲野太賀（いずれも特別出演）
長崎県の港地区で浸水被害が起き、SDMに協力要請があることを伝える。
- 髙塚日和[25]（第3話）、中村柊太、松本菜月

### 用語
SDM（Special Disaster Management headquarters）
気象災害に対応するために組織された内閣府直属の災害救助チーム。行政の枠組みや縦型の命令指示系統を無くしすべてのしがらみから外れて災害現場において迅速かつ的確な判断を下すため警察、消防、医療、情報、海上保安庁、自衛隊などから階級、年齢関係なくエリートが集められたチーム。主に気象学で災害対応にあたるため主に気象庁が主導となり活動を行う。既存の組織を否定しているという形になっているため一部では反発の声もある。
SDM出動事案
災害が発生した際にSDM通信班からSDM統括責任者に対して出動要請をかけ、SDMによる対応が必要であれば現場に急行する。出動の最終判断は対策本部長である園部大臣が決める。
特別災害対策本部車
国交省から譲り受けたSDM専属の現場指揮車両。災害現場に緊急走行で出動し現場到着後、車体を拡張させて気象班たちの活動拠点となる。車内にはモニターがあり消防班からのヘルメットカメラ映像のほか、天気図や要救助者の情報などを映し出すことが可能。
SDM気象班
晴原柑九郎が統括責任者を務めており主に災害現場において対策本部車内で現場の気象予測を行い現場に伝えるチーム。必要となれば現場直近まで駆けつけ最前線で消防班などのサポートを行う。
SDM消防班
園部優吾が統括責任者を務めており災害現場の最前線で活動するチーム。火災や自然災害現場において気象班の指示の元で現地の消防隊に指示を出す主導的な役割を担っている。
SDM医療班
汐見早霧が統括責任者を務めており災害現場での要救助者の医療活動を行う専属の医療チーム。あくまで医師は公務員ではないためSDM出動時には出動命令ではなく協力要請という形として医療班に出動要請を出す。
SDM警察班
沢渡満が統括責任者を務めており災害現場の最前線で住民の避難誘導などを行うチーム。地元の消防や警察に対して的確な指示を行う。

### スタッフ
- 原作 - 小沢かな『BLUE MOMENT』（BRIDGE COMICS / KADOKAWA）
- 脚本 - 浜田秀哉[10]
- 演出 - 田中亮、森脇智延[14]、下畠優太
- 音楽 - 佐藤直紀[10]
- 主題歌 - ボン・ジョヴィ「レジェンダリー」（ユニバーサル ミュージック）[86]
- 挿入歌 - 山下智久「Perfect Storm （feat. TAEHYUN of TOMORROW X TOGETHER）」[87]
- 気象監修 - 荒木健太郎[88]
- 救助監修 - 幾田雅明、佐藤貴道
- VFX - TREE Digital Studio、エヌ・デザイン
- アクションコーディネーター - 諸鍛冶裕太
- 技術協力 - ビデオスタッフ
- 美術協力 - フジアール
- 制作プロデュース - 古郡真也（FILM）
- プロデュース - 高田雄貴、栗原彩乃[10]
- 協力 - 気象庁、国土交通省、東京消防庁
- 制作著作 - フジテレビ[10]

### 放送日程
| 各話                                                                        | 放送日  | サブタイトル                                | 演出            | 視聴率 |
| --------------------------------------------------------------------------- | ------- | ------------------------------------------- | --------------- | ------ |
| 第1話                                                                       | 4月24日 | 空をよんで命を救え!災害対策本部SDM始動!     | 田中亮          | 8.6%   |
| 第2話                                                                       | 5月01日 | 猛吹雪の中ヘリ出動!リミット9分の救出劇!     | 田中亮          | 8.4%   |
| 第3話                                                                       | 5月08日 | 大火災が強風で拡大!心に傷持つ天才医師の決意 | 森脇智延        | 6.9%   |
| 第4話                                                                       | 5月15日 | 竜巻の脅威!試される姉妹…過去を乗り越えろ!   | 田中亮          | 5.6%   |
| 第5話                                                                       | 5月22日 | 雹から霧へ!災害の連鎖…SDMにスパイ潜入!      | 下畠優太        | 6.1%   |
| 第6話                                                                       | 5月29日 | 風を読み届けろ命の薬!明かされる晴原の過去   | 森脇智延        | 5.8%   |
| 第7話                                                                       | 6月05日 | 線状降水帯×土石流…総力戦で命を守れ!         | 下畠優太        | 6.3%   |
| 第8話                                                                       | 6月12日 | 熱雷襲来!SDMは活動停止…晴原復活なるか!      | 田中亮          | 6.6%   |
| 第9話                                                                       | 6月19日 | 史上最強台風編!（前編）260万人緊急避難!     | 森脇智延        | 6.6%   |
| 最終話                                                                      | 6月26日 | 風速70m最強台風上陸へ!SDM決死の出動         | 田中亮 下畠優太 | 6.3%   |
| 平均視聴率 6.7%（視聴率はビデオリサーチ調べ、関東地区・世帯・リアルタイム） |         |                                             |                 |        |

- 初回・最終話は22時 - 23時9分の15分拡大放送。

| フジテレビ系列 水曜10時枠の連続ドラマ        | フジテレビ系列 水曜10時枠の連続ドラマ        | フジテレビ系列 水曜10時枠の連続ドラマ   |
| 前番組                                       | 番組名                                       | 次番組                                  |
| -------------------------------------------- | -------------------------------------------- | --------------------------------------- |
| 婚活1000本ノック （2024年1月17日 - 3月20日） | ブルーモーメント （2024年4月24日 - 6月26日） | 新宿野戦病院 （2024年7月3日 - 9月11日） |